# بول هاغيس
بول إدوارد هاغيس (بالإنجليزية: Paul Edward Haggis)‏ هو كاتب ومنتج ومخرج أفلام وتلفزيوني كندي من مواليد 10 مارس 1953 حاصل على جائزتي أوسكار عن فيلم «كراش» عام 2005 في حفل توزيع جوائز الأوسكار السابع والسبعون؛ كأفضل سيناريو أصلي وأفضل فيلم.
اشتهر بول بالكتابة بالدرجة الأولى؛ حيث حقّق عنها جائزة للأوسكار عن فيلم تصادم ورُشّح في مناسبة أُخرى، كما عُرف كمنتج أيضاً، وفاز بالأوسكار أيضاً لأفضل فيلم عن تصادم أيضاً. كما رُشّح عن الفيلم لجائزة أفضل مخرج للأوسكار أيضاً.

## روابط خارجية
- بول هاغيس على موقع IMDb (الإنجليزية)
- بول هاغيس على موقع مونزينجر (الألمانية)
- بول هاغيس على موقع ألو سيني (الفرنسية)
- بول هاغيس على موقع تيرنر كلاسيك موفيز (الإنجليزية)
- بول هاغيس على موقع أول موفي (الإنجليزية)
- بول هاغيس على موقع بوكس أوفيس موجو (الإنجليزية)
- بول هاغيس على موقع قاعدة بيانات الأفلام السويدية (السويدية)
- بول هاغيس على موقع إن إن دي بي (الإنجليزية)
- بول هاغيس على موقع ديسكوغز (الإنجليزية)
- بول هاغيس على موقع قاعدة بيانات الفيلم (الإنجليزية)